# Paramore
Paramore är ett amerikanskt Grammy-nominerat rockband som bildades 2004 i Franklin, Tennessee. Bandet består av Hayley Williams (sång) (piano), Taylor York (gitarr) och Zac Farro (trummor). De ligger på skivbolaget Fueled By Ramen och har hittills släppt en EP, fyra studioalbum och två livealbum, där den senaste även innehåller en bonus-DVD. 
Paramore spelade inför ett fullsatt Arenan i Stockholm den 30 november 2009, med fyra förband. Det var bandets första klubbspelning i Sverige och även deras första i landet som huvudakt. Spelningen fick goda recensioner (bland annat 4/5 av Aftonbladet). Utöver det har de spelat på Hultsfredsfestivalen 2008, Pier Pressure 2010 i Göteborg, festivalen Putte i Parken 2011 i Karlskoga, Bråvallafestivalen 2013 i Norrköping samt på Cirkus 2017 i Stockholm och senast som förband till Taylor Swift på Friends Arena 2024.
Vid sidan av Paramore har Hayley samarbetat med flera artister, bland annat i låten 'Airplanes' av rapparen B.o.B, och låten 'Stay The Night' av Zedd.

## Historia

### 2005–2006:All We Know Is Falling

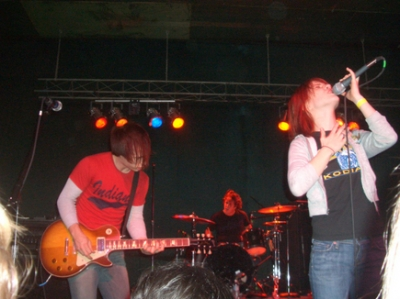
Josh, Zac & Hayley (2006).

Debutalbumet All We Know Is Falling släpptes 26 juli 2005 och producerades av James Wisner och Mike Green i Orlando.
Nuvarande basisten Jeremy Davis troddes ha spelat bas på låten 'Here We Go Again', men i konvolutet anges Jeremy Caldwell som basist och Davis spelar inte på något spår alls på denna skiva. Däremot syns han i musikvideorna till 'Pressure' och 'Emergency'. 'My Heart' är det enda spåret med skrik av gitarristen Josh Farro, förutom på 'Emergency (Crab mix)'. Det påstås att skuggan på soffan på skivomslaget symboliserar Jeremys avhopp. Jeremy lämnade bandet tillfälligt strax efter att bandet började spela in albumet. Davis har sagt att han ångrade avhoppet direkt och att han blev överlycklig när han tillfrågades att komma tillbaka. Hans avhopp påverkade bandet hårt, vilket gav inspiration till spåret 'All We Know', och vidare även titeln till albumet, All We Know Is Falling.
I september 2005 släpptes en japansk version av albumet med bonusspåret 'Oh, Star'. Debutalbumet nådde #8 på UK Rock Chart och nådde även plats 30 på Billboard's Heatseekers Chart, men nådde aldrig Billboard 200.
Räknat fram till april 2009 har albumet sålts i 405 010 exemplar i USA. Den 26 maj 2009, släpptes en deluxe version av albumet endast på Itunes, med två live-spår och tre musikvideor.

### 2007–2008:RIOT! och annat
Andra albumet RIOT! släpptes den 12 juni 2007 i USA och den 25 juni samma år i Storbritannien. Albumet producerades och mixades av David Bendeth (Underoath, In Flames).
Redan första veckan såldes skivan i 44 000 exemplar i USA[källa behövs], och nådde plats 20 på Billboard 200. I Storbritannien sålde den också bra och nådde plats 24 på albumlistan. Första singeln blev 'Misery Business' som spelades flitigt på de flesta kända musik-tv-kanalerna, denna singel markerar Paramores stora genombrott internationellt. Den andra singeln 'Hallelujah' släpptes bara i Storbritannien där det även producerades en musikvideo med klipp från deras liveframträdanden. Den tredje singeln 'crushcrushcrush' hade världspremiär på det numera nedlagda programmet TRL på MTV där Paramore uppträdde live. Paramores fjärde och sista singel från RIOT! blev 'That's What You Get'.

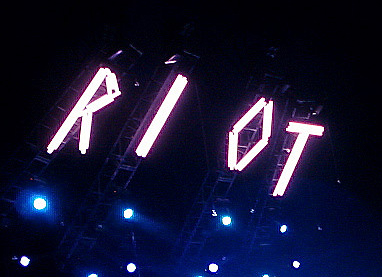
Från The Final Riot!

På spåret 'Born For This' sjunger Hayley textraden "We want the airwaves back, we want the airwaves back". Denna textrad har hon lånat från låten 'Liberation Frequency' av svenska insomnade hardcorebandet Refused. Medlemmarna Dennis Lyxzén, David Sandström och Kristofer Steen står därför med som låtskrivare på albumet.
Den 1 oktober släpptes låten 'Decode' på Paramores hemsida. Tillsammans med låten 'I Caught Myself' skulle den vara med på soundtracket för filmen Twilight. 'Decode' släpptes som officiell singel för soundtracket tillsammans med en Twilight-inspirerad musikvideo.
The Final Riot! är Paramores andra livealbum och den släpptes 25 november 2008. Till albumet medföljer en bonus-DVD som innehåller hela konserten plus en fyrtio min lång dokumentär kring turnén och bandet. Albumet finns som standardversion och som begränsad deluxe-version. Deluxe-versionen innehåller ett 36 sidor långt konvolut med färgbilder från turnén.
DVD-materialet filmades den 12 augusti 2008 på Congress Theatre i Chicago under 'The Final Riot!'-turnén. 
The Final Riot! blev guldcertifierat i USA av RIAA den 17 mars 2009, med över 500 000 exemplar sålda.

### 2009–2010: Taylor York ochbrand new eyes
17 juni 2009 blev Taylor York officiell medlem i Paramore. Under två år har Taylor turnerat med bandet som live-gitarrist och har även varit med och skrivit låtarna 'That's What You Get' och 'Conspiracy'.
7 juli 2009 släpptes nya singeln 'Ignorance' digitalt. Samtidigt blev det kommande albumet Brand new eyes (standardversion och begränsad deluxe-version) tillgängligt på bandets hemsida för förbeställning. Albumet producerades av Rob Cavallo (Green Day, My Chemical Romance) i Hidden Hills, och släpptes i USA den 29 september 2009. Den debuterade på andra plats i USA (Billboard) och på första plats i Storbritannien (Billboard). I USA såldes över 174 000 exemplar den första veckan.
Den 8 september 2009 blev nya låten 'Brick by Boring Brick' tillgänglig för lyssning på bandets officiella hemsida. Låten blev också andra singeln från albumet. Musikvideon till låten är den första där bandet inte uppträder. 'The Only Exception' släpptes senare som tredje singel, även den med tillhörande musikvideo. I musikvideon visas bland annat vykort som fans har skickat in. Senare släpptes 'Careful' som den fjärde och sista singeln från albumet.
Under 2010 har Paramore turnerat världen över för att marknadsföra sitt senaste album. Bandet har spelat i USA och Europa under sommaren, bland annat på festivalen Pier Pressure i Göteborg.

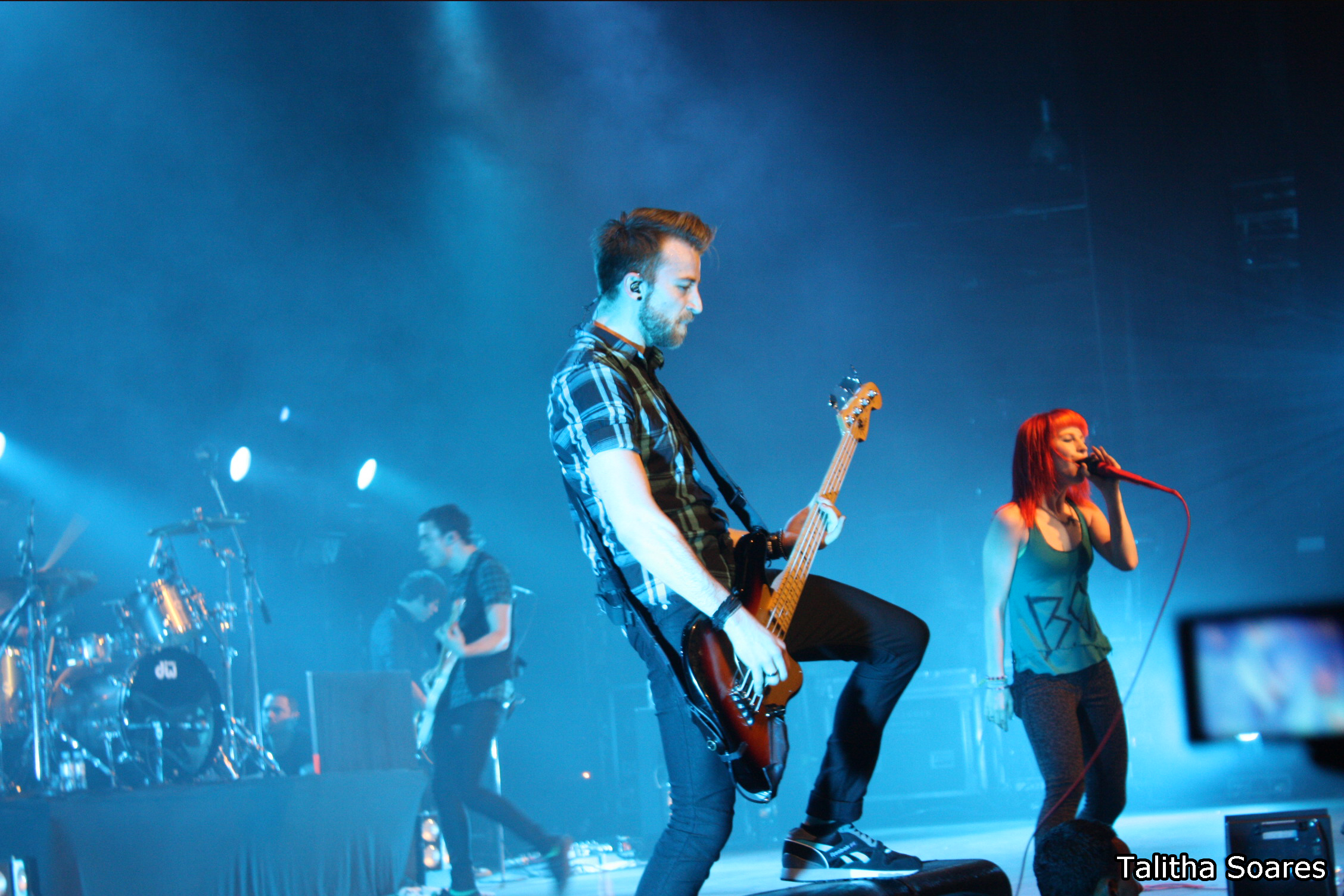
Taylor, Jermy & Hayley, 2011 i Rio de Janeiro.

#### Bröderna Farro lämnar bandet
Den 18 december 2010 meddelade Paramore på sin hemsida att bröderna Josh Farro och Zac Farro lämnar bandet. De spelade tillsammans för sista gången den 12 december 2010 i Orlando, USA. Vidare skrev de att bröderna Farro hade tagit beslutet att lämna bandet flera månader innan det blev officiellt. Vilka som ska ersätta dem är fortfarande okänt, men under bandets turné i Sydamerika februari och mars 2011 hoppade Justin York och Josh Freese in som tillfälliga ersättare.

### 2011–2015:MonsterochParamore
Den 3 juni 2011, som en del av marknadsföringen av filmen Transformers: Dark of the Moon, släppte Paramore singeln 'Monster'. Detta är deras första release utan Farro-bröderna. Den 18 juli samma år släpptes tillhörande musikvideo. Denna singel kom att ingå i mini-EP:n Singles Club som också innehöll låtarna 'Renegade', 'Hello Cold World' och 'In the Mourning', som släpptes enbart digitalt 14 december 2011.
I juni 2011 avslöjade sångerskan Hayley Williams att bandet har börjat skriva material för sitt nästa album. Cirka ett år senare påbörjades inspelningen. Justin Meldal-Johnsen (Nine Inch Nails) producerade och Ilan Rubin (Nine Inch Nails, Angels and Airwaves) spelade trummor. Första smakprovet 'Now' släpptes 22 januari 2013. Albumet Paramore släpptes den 9 april samma år. Bandet beskriver detta album som annorlunda, olikt något av deras tidigare släpp. 
I december 2015 lämnade Jeremy Davis bandet.

### 2017:After laughter
Den 12 maj 2017 släppte Paramore sitt femte studioalbum "After laughter".

## Medlemmar
Nuvarande medlemmar

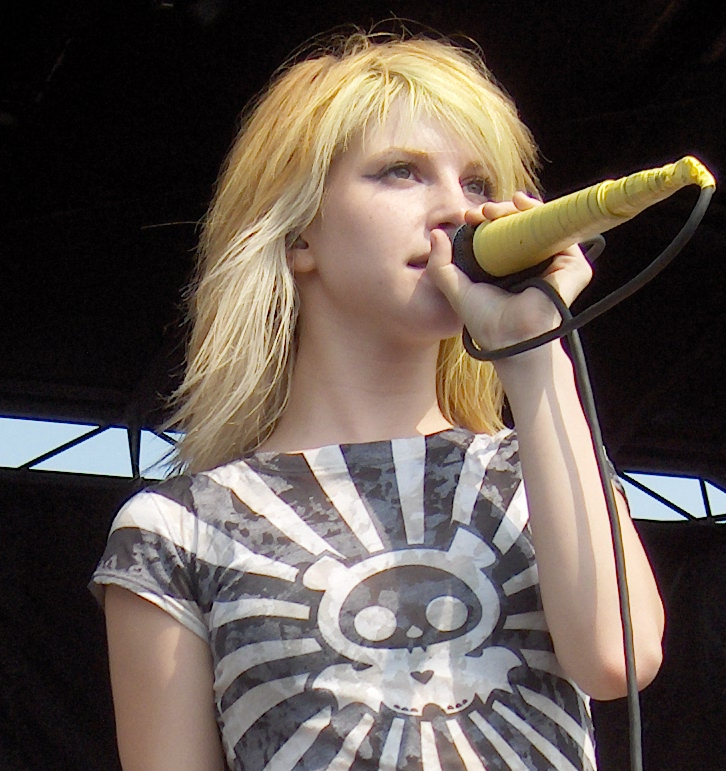
Hayley Williams 2007.

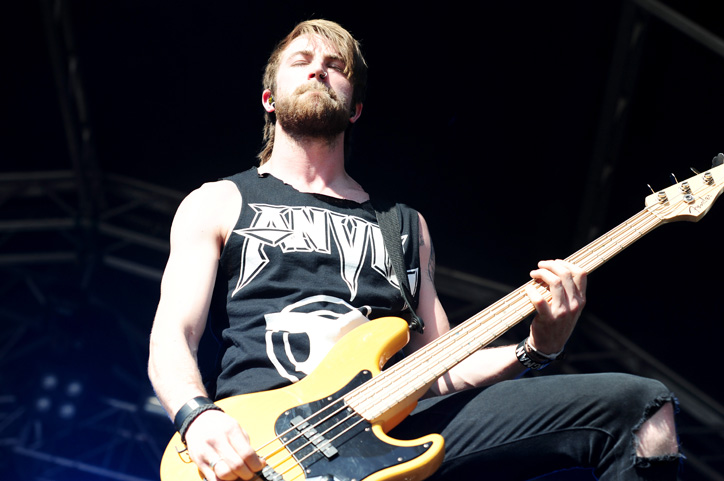
Jeremy Davis 2010.

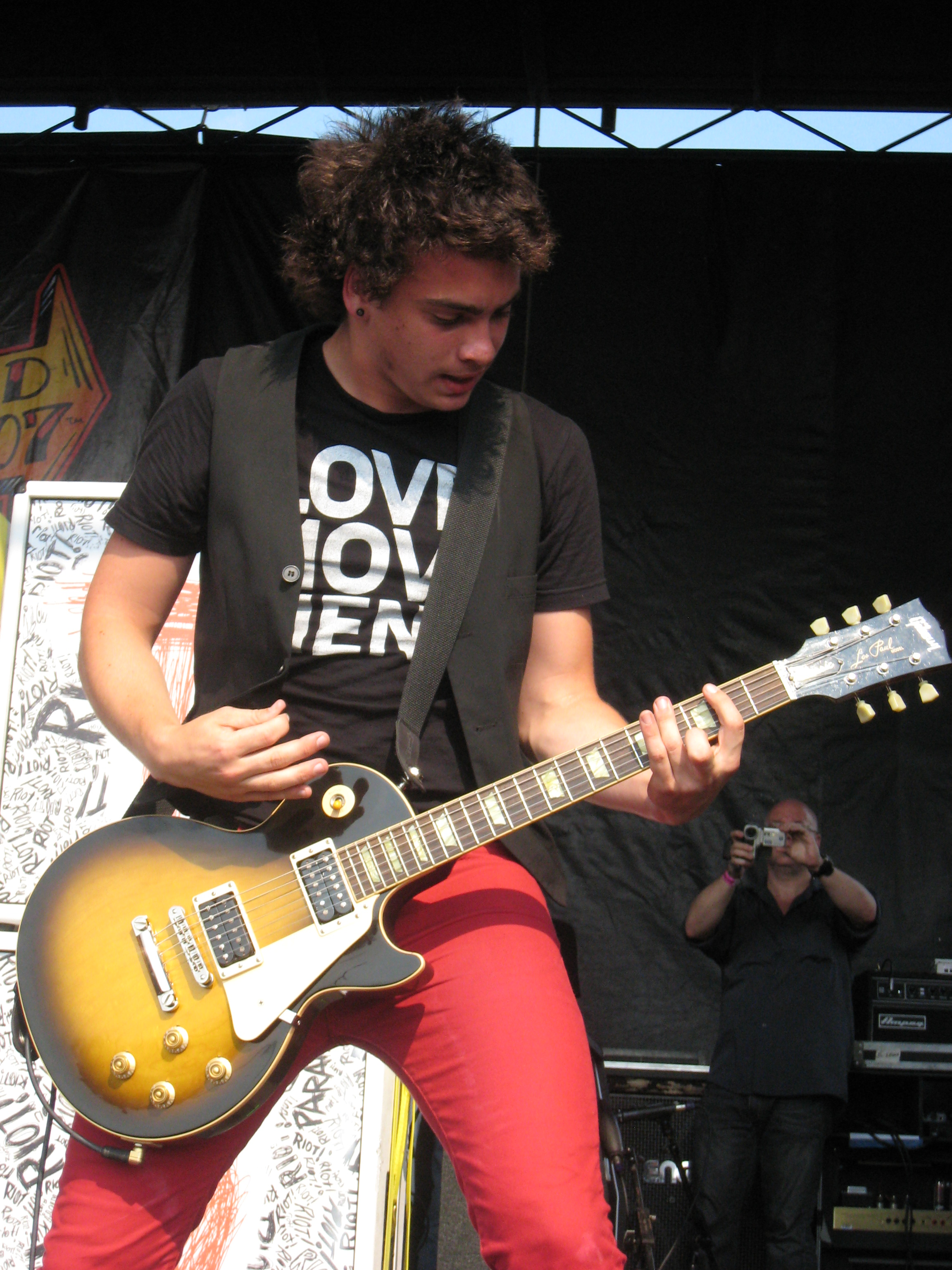
Taylor York 2007.

- Hayley Williams – sång, klaviatur (2004– )
- Taylor York – rytmgitarr, bakgrundssång, keyboard (2007– ), sologitarr (2010– ), klockspel, slagverk, trummor (2010–2017)
- Zac Farro – trummor (2004–2010, 2017– )

Turnémedlemmar
- Justin York – gitarr, bakgrundssång (2010–)
- Joey Howard – basgitarr (2016–)
- Logan MacKenzie – rytmgitarr, keyboard (2017– )
- Joseph Mullen – trummor (2017– )

Tidigare medlemmar
- Jeremy Davis – basgitarr (2004–2015)
- Josh Farro – gitarr, bakgrundssång (2004–2010)
- Hunter Lamb – gitarr (2005–2007)
- Jason Bynum – gitarr, bakgrundssång (2004–2005)
- John Hembree – basgitarr (2005)

Tidigare turnémedlemmar
- Josh Freese – trummor (2010–2011)
- Jon Howard – rytmgitarr, keyboard, piano, bakgrundssång (2010–2016)
- Jason Pierce – trummor (2011–2012)
- Hayden Scott – trummor (2012)
- Miles McPherson – trummor (2013)
- Aaron Gillespie – trummor (2013–2016)

## Diskografi

### Studioalbum
| År   | Titel                  | Listplaceringar | Listplaceringar | Listplaceringar | Listplaceringar | Listplaceringar | Information               |
| År   | Titel                  | SWE             | NOR             | GER             | UK              | US              | Information               |
| ---- | ---------------------- | --------------- | --------------- | --------------- | --------------- | --------------- | ------------------------- |
| 2005 | All We Know Is Falling | —               | —               | —               | 51 (3 veckor)   | —               | Släppt: 26 juli 2005      |
| 2007 | Riot!                  | —               | —               | 63 (1 vecka)    | 24 (46 veckor)  | 15 (80 veckor)  | Släppt: 12 juni 2007      |
| 2009 | Brand New Eyes         | 17 (2 veckor)   | 27 (1 vecka)    | 7 (4 veckor)    | 1 (52 veckor)   | 2 (59 veckor)   | Släppt: 29 september 2009 |
| 2013 | Paramore               | 28 (1 vecka)    | 12 (1 vecka)    | 8 (4 veckor)    | 1 (25 veckor)   | 1 (76 veckor)   | Släppt: 4 april 2013      |
| 2017 | After Laughter         | 19 (1 vecka)    | 24 (1 vecka)    | 18 (1 vecka)    | 4 (20 veckor)   | 6 (13 veckor)   | Släppt: 12 maj 2017       |

### Livealbum
| År   | Titel           | Listplaceringar | Listplaceringar | Listplaceringar | Listplaceringar | Listplaceringar | Information              |
| År   | Titel           | SWE             | NOR             | GER             | UK              | US              | Information              |
| ---- | --------------- | --------------- | --------------- | --------------- | --------------- | --------------- | ------------------------ |
| 2008 | The Final Riot! | —               | —               | —               | —               | 88 (3 veckor)   | Släppt: 25 november 2008 |

### Singlar
| År   | Titel Album                              | Listplaceringar | Listplaceringar | Listplaceringar | Listplaceringar | Listplaceringar | Information               |
| År   | Titel Album                              | SWE             | NOR             | GER             | UK              | US              | Information               |
| ---- | ---------------------------------------- | --------------- | --------------- | --------------- | --------------- | --------------- | ------------------------- |
| 2005 | "Pressure" All We Know Is Falling        | –               | –               | –               | –               | –               | Släppt: 2 augusti 2005    |
| 2005 | "Emergency" All We Know Is Falling       | –               | –               | –               | –               | –               | Släppt: 21 oktober 2005   |
| 2006 | "All We Know" All We Know Is Falling     | –               | –               | –               | –               | –               | Släppt: 2006              |
| 2007 | "Misery Business" Riot!                  | –               | –               | 79 (2 veckor)   | 17 (18 veckor)  | 26 (30 veckor)  | Släppt: 15 juli 2007      |
| 2007 | "Hallelujah" Riot!                       | –               | –               | –               | –               | –               | Släppt: 10 september 2007 |
| 2007 | "Crushcrushcrush" Riot!                  | –               | –               | –               | 61 (1 vecka)    | 54 (17 veckor)  | Släppt: 26 november 2007  |
| 2008 | "That's What You Get" Riot!              | –               | –               | –               | 55 (5 veckor)   | 66 (17 veckor)  | Släppt: 24 mars 2008      |
| 2008 | "Decode" Twilight                        | –               | –               | 47 (9 veckor)   | 52 (9 veckor)   | 33 (14 veckor)  | Släppt: 16 november 2008  |
| 2009 | "Ignorance" Brand New Eyes               | –               | –               | 42 (6 veckor)   | 14 (7 veckor)   | 67 (1 vecka)    | Släppt: 7 juli 2009       |
| 2009 | "Brick by Boring Brick" Brand New Eyes   | –               | –               | –               | 85 (2 veckor)   | –               | Släppt: 23 november 2009  |
| 2010 | "The Only Exception" Brand New Eyes      | –               | –               | –               | 31 (8 veckor)   | 24 (20 veckor)  | Släppt: 8 februari 2010   |
| 2010 | "Careful" Brand New Eyes                 | –               | –               | –               | –               | 78 (1 vecka)    | Släppt: 12 juli 2010      |
| 2010 | "Playing God" Brand New Eyes             | –               | –               | –               | –               | –               | Släppt: 15 november 2010  |
| 2011 | "Monster" Transformers: Dark of the Moon | –               | –               | –               | 21 (5 veckor)   | 36 (2 veckor)   | Släppt: 7 juni 2011       |
| 2013 | "Now" Paramore                           | –               | –               | –               | 39 (4 veckor)   | –               | Släppt: 22 januari 2013   |
| 2013 | "Still Into You" Paramore                | –               | –               | –               | 15 (19 veckor)  | 24 (20 veckor)  | Släppt: 14 mars 2013      |
| 2013 | "Daydreaming" Paramore                   | –               | –               | –               | –               | –               | Släppt: 2 december 2013   |
| 2014 | "Ain't It Fun" Paramore                  | –               | –               | –               | –               | 10 (24 veckor)  | Släppt: 4 februari 2014   |
| 2017 | "Hard Times" After Laughter              | –               | –               | –               | 34 (8 veckor)   | 90 (1 vecka)    | Släppt: 19 april 2017     |
| 2017 | "Told You So" After Laughter             | –               | –               | –               | –               | –               | Släppt: 5 maj 2017        |
| 2017 | "Fake Happy" After Laughter              | –               | –               | –               | –               | –               | Släppt: 29 augusti 2017   |
| 2018 | "Rose-Colored Boy" After Laughter        | –               | –               | –               | –               | –               | Släppt: 2 mars 2018       |
| 2018 | "Caught In the Middle" After Laughter    | –               | –               | –               | –               | –               | Släppt: 26 juni 2018      |